# Deuteraphorura pseudoinsubraria
Deuteraphorura pseudoinsubraria is een springstaartensoort uit de familie van de Onychiuridae. De wetenschappelijke naam van de soort is voor het eerst geldig gepubliceerd in 1970 door Dallai.